# Игор Марић
Игор Марић је српски телевизијски глумац. У својој глумачкој каријери забележио је две улоге: Жонки у ТВ серији Бабино унуче, са Радмилом Савићевић, из 1976. године, и Марко у ТВ серији Урота из 2007. године.

## Филмографија
| Год.       | Назив        | Улога                  |
| ---------- | ------------ | ---------------------- |
| 1976.      | Бабино унуче | Жонки                  |
| 2007—2008. | Урота        | Оперативац ПОА-е Марко |